# 圣希利斯-瓦斯
圣希利斯-瓦斯（荷蘭語：Sint-Gillis-Waas，荷蘭語發音：[sɪnt ˌxɪlɪs ˈʋaːs]）是比利时弗拉芒大區东佛兰德省圣尼克拉斯区的一个市镇，北与荷兰接壤，通行荷蘭語，是弗拉芒社群的一部分，面积55.49平方千米，人口19,273人（2018年1月1日）。